# إليك ماكلين
إليك ماكلين (بالإنجليزية: Alec McLean)‏ هو مجدف نيوزيلندي، ولد في 18 أكتوبر 1950 في ويلينغتون في نيوزيلندا.

## وصلات خارجية
- إليك ماكلين على موقع الاتحاد الدولي للتجديف (الإنجليزية)
- إليك ماكلين على موقع اللجنة الأولمبية الدولية (الإنجليزية)
- إليك ماكلين على موقع أوليمبيديا (الإنجليزية)
- إليك ماكلين على موقع اللجنة الأولمبية النيوزيلندية (الإنجليزية)